# Biggah
Biggah je stará jednotka obsahu používaná v Indii. Používal se též tvar bígha.

## Převodní vztahy
- v Madrasu 1 biggah = 1338 m² = 2 gattha = 640 čtverečných hát
- v Bombaji 1 biggah = 3258 m² = 20 pand